# János Drapál
János Drapál (* 3. Februar 1948 in Budapest; † 11. August 1985 in Piešťany, Tschechoslowakei) war ein ungarischer Motorradrennfahrer, der auch als Agostini des Ostens bezeichnet wurde.
Drapál gewann zwischen 1971 und 1984 neun Mal die ungarische Motorrad-Straßenmeisterschaft und gewann vier Grand-Prix der Motorrad-Weltmeisterschaft.

## Karriere

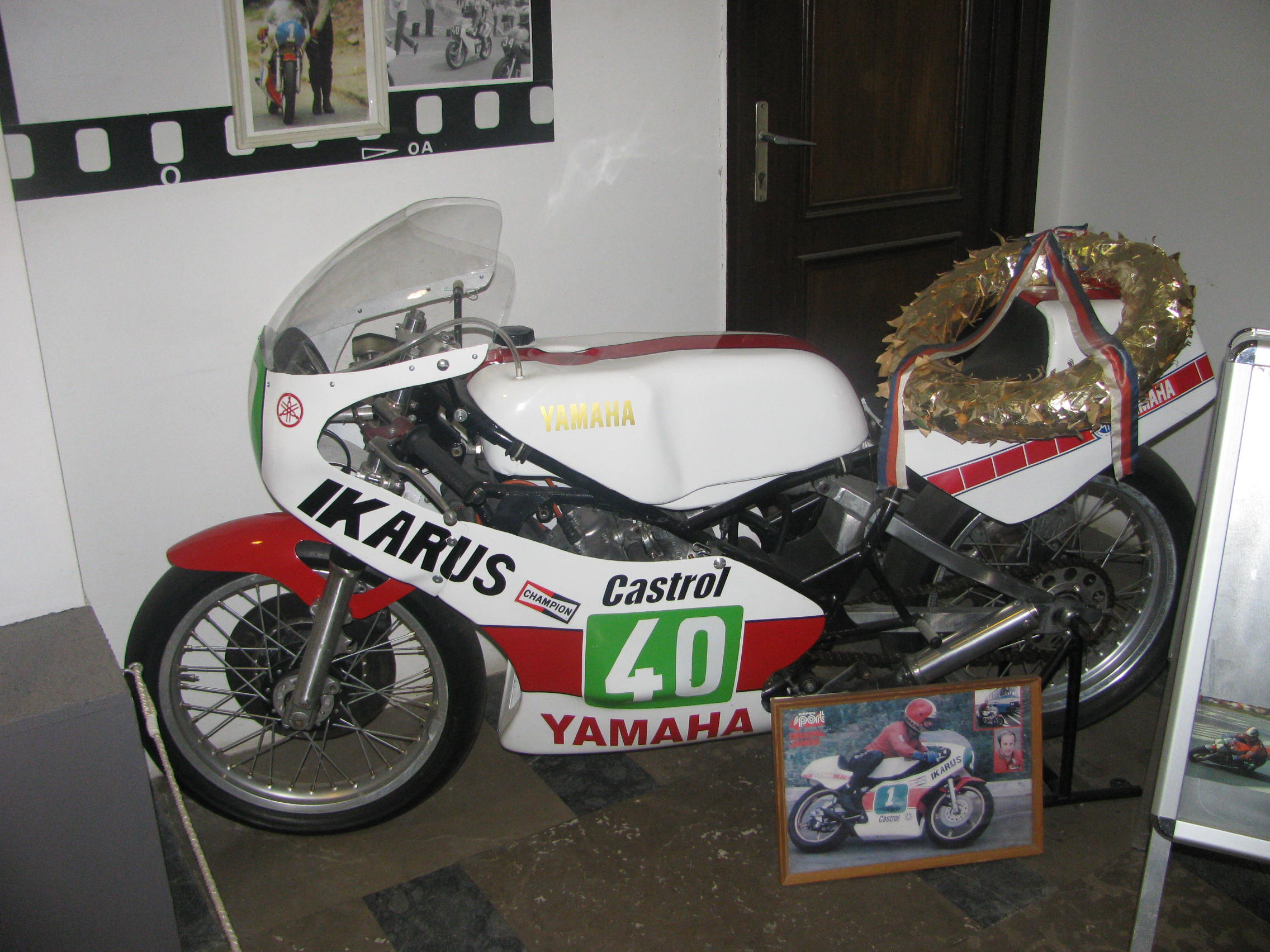
Yamaha TZ von János Drapál.

Sein Debüt in der Motorrad-WM gab János Drapál 1969 auf Aermacchi in der 350-cm³-Klasse. 1971 konnte der Ungar beim Großen Preis der Tschechoslowakei auf dem Masaryk-Ring nahe Brünn in der 250-cm³-Klasse auf Yamaha seinen ersten Grand Prix gewinnen. Er verwies dabei Landsmann László Szabó und den Finnen Jarno Saarinen auf die Plätze. Drapál war damit der erste ungarische Grand-Prix-Sieger in der Geschichte der seit 1949 ausgetragenen Motorrad-Weltmeisterschaft.
In der Saison 1972 gewann Drapál in der 350-cm³-Klasse den Großen Preis von Jugoslawien in Opatija seinen zweiten Grand Prix und besiegte dabei Dieter Braun, den MV-Agusta-Werksfahrer Phil Read und den Japaner Hideo Kanaya auf der Werks-Yamaha, die auf den Rängen zwei, drei und vier einkamen. Der Ungar belegte in diesem Jahr in der zweithöchsten Hubraumkategorie den siebenten Gesamtrang und erreichte damit das beste WM-Ergebnis seiner Karriere.
1973 errang János Drapál in der 350-cm³-Klasse den Sieg beim Großen Preis von Österreich auf dem Salzburgring und erneut beim Großen Preis von Jugoslawien. Um in den Titelkampf eingreifen zu können, fiel er jedoch zu oft aus. Nach 1973 startete der Ungar nur noch bei wenigen Grand-Prix-Rennen, ohne dabei vorzeigbare Resultate erzielen zu können.
Da Drapál von seinem Club Honvéd Budapest ebenso wie andere ungarische Rennfahrer Werks-Motorräder westlicher Produktion zur Verfügung gestellt bekam, erzielte er bei Motorradrennen im Ostblock ohne internationale westliche Beteiligung zahlreiche vordere Plätze, da viele seiner Konkurrenten nicht entsprechend leistungsfähige Maschinen besaßen.
János Drapál starb am 11. August 1985 bei einem Rennunfall bei einem Motorradrennen auf dem Flughafen Piešťany in der Tschechoslowakei. Am 1. August 2008 wurde in seinem Heimatdorf Pilisszentiván eine Straße nach ihm benannt.

## Statistik in der Motorrad-WM
| Saison | Klasse  | Motorrad   | Rennen | Siege | Podien | Punkte | Ergebnis |
| ------ | ------- | ---------- | ------ | ----- | ------ | ------ | -------- |
| 1969   | 350 cm³ | Aermacchi  | 1      | –     | –      | 2      | 42.      |
| 1970   | 125 cm³ | MZ         | 1      | –     | –      | 1      | 52.      |
| 1971   | 125 cm³ | MZ         | 1      | –     | –      | 4      | 24.      |
| 1971   | 250 cm³ | Yamaha     | 3      | 1     | 1      | 26     | 9.       |
| 1972   | 250 cm³ | Yamaha     | 3      | –     | –      | 16     | 16.      |
| 1972   | 350 cm³ | Yamaha     | 5      | 1     | 2      | 42     | 7.       |
| 1973   | 350 cm³ | Yamaha     | 2      | 2     | 2      | 30     | 9.       |
| 1976   | 250 cm³ | Yamaha     | 1      | –     | –      | 2      | 30.      |
| 1977   | 125 cm³ | Morbidelli | 1      | –     | –      | 4      | 27.      |
| 1980   | 125 cm³ | MBA        | 1      | –     | –      | 5      | 23.      |
| 1981   | 125 cm³ | MBA        | 1      | –     | –      | 4      | 25.      |
| Gesamt | Gesamt  | Gesamt     | 20     | 4     | 5      | 136    |          |